# Nova Șarpivka, Putîvl
Nova Șarpivka (în ucraineană Нова Шарпівка) este un sat în comuna Iațîne din raionul Putîvl, regiunea Sumî, Ucraina.

## Demografie
Componența lingvistică a localității Nova Șarpivka
     Ucraineană (91,43%)
     Rusă (8,57%)
Conform recensământului din 2001, majoritatea populației localității Nova Șarpivka era vorbitoare de ucraineană (91,43%), existând în minoritate și vorbitori de rusă (8,57%).